# Sasse (Familienname)
Sasse bzw. Saße ist ein deutscher Familienname, eng verknüpft mit dem ähnlichen Namen Sass bzw. Saß.
Der Familienname geht, je nach regionaler Herkunft, auf unterschiedliche Etymologien zurück:
- Ableitung von der niederdeutschen Bezeichnung für „Sachse“ (mndt. sasse). Diese bezog sich im Mittelalter auf die Bewohner des alten Stammesherzogtums Sachsen, d. h. das heutige Niedersachsen mit verschiedenen Nachbarregionen oder i. w. S. Niederdeutschland überhaupt, nicht jedoch auf das heutige Bundesland Sachsen. Diese Erklärung liegt den meisten Sasse im Norden und Westen Deutschlands zugrunde. Die Bezeichnung „Sachse“ kann tatsächlich als Herkunftsbezeichnung gemeint gewesen sein, konnte sich aber auch auf Personen beziehen, die (z. B. geschäftliche) Kontakte nach (Alt-)Sachsen unterhielten. Zudem wurde die Bezeichnung auch als Vorname verwendet (vgl. ahdt. Sahso). Eng mit dieser Namensform verwandt sind die hochdeutschen Entsprechungen Sachs bzw. Sachse.
- Ableitung von einer hochdeutschen Bezeichnung sowohl für „Wohnsitz“ als auch für „Bewohner, (an bestimmter Stelle) Sitzender“ (mhdt. sâʒe). Gemeint war hier i. d. R. jemand, der ein bestimmtes Anwesen, meist ein Landgut innehatte (vgl. Sasse (Grundbesitzer)). Hierin liegt die Erklärung für die (insgesamt selteneren) in Süddeutschland verwurzelten Sasse. Verwandt damit sind Begriffe wie Insasse, ansässig, Kotsasse usw.
- ferner Ableitung von einer friesischen Kurzform von Christian.

## Namensträger
- Alfred Sasse (1870–1937), deutscher Architekt
- Anna Sasse (1897–nach 1977), deutsche Politikerin (SED)
- Angela Sasse, deutsche Informatikerin
- Antoinette Sasse (1897–1986), französische Malerin und Widerstandskämpferin
- Barbara Sasse-Kunst (* 1949), deutsche Archäologin, Prähistorikerin und Hochschullehrerin
- Ben Sasse (* 1972), US-amerikanischer Politiker
- Bernhardus Sasse († um 1539/1549), deutscher Feistlicher, Weihbischof in Münster
- Carl Hans Sasse (1901–1981), deutscher Augenarzt und Medizinhistoriker in Köln
- Christian Sasse (* um 1983), deutscher Breakdancer
- Christoph Sasse (1930–1979), deutscher Rechtswissenschaftler
- Dieter Sasse (auch C. Dieter Sasse; 1934–2016), deutscher Anatom und Lehrstuhlinhaber in Freiburg und Basel, Sohn von Carl Hans Sasse
- Erich-Günther Sasse (1944–2016), deutscher Schriftsteller
- Ernst Sasse (Widerstandskämpfer) (1897–1945), deutscher Metallarbeiter und Widerstandskämpfer
- Ernst Sasse (Tierfilmer) (* 1953), deutscher Tierfilmer
- Eugen Sasse (1895–nach 1971), deutscher Fabrikant
- Ewald Sasse (1888–1970), deutscher Politiker
- Gertrud Sasse (1902–1994), deutsche Politikerin (LDPD)
- Gustav von Sasse (1824–1904), deutscher Generalmajor
- Gustav Sasse (1904–1969), deutscher Organist und Dirigent
- Günter Saße (* 1945), deutscher Germanist
- Gwendolyn Sasse (* 1972), deutsche Politikwissenschaftlerin und Slawistin
- Hans Sasse (Dramaturg), deutscher Drehbuchautor und Dramaturg
- Hans Sasse (Trabrennfahrer) (Ben Hur; 1931–2015), deutscher Trabrennfahrer
- Hans Sasse (Maler), deutscher Maler und Hochschullehrer
- Hans-Dietrich Sasse (* 1940), Hockeyspieler aus der DDR
- Hans-Jürgen Sasse (1943–2015), deutscher Sprachwissenschaftler
- Hartmut Sasse (* 1949), deutscher Boxer
- Helga Sasse (1942–2013), deutsche Schauspielerin und Synchronsprecherin
- Helge Sasse (* 1956), deutscher Filmproduzent
- Heribert Sasse (1945–2016), österreichischer Schauspieler, Regisseur und Theaterintendant
- Hermann Sasse (1895–1976), deutsch-australischer Theologe
- Hermann Sasse (Tiermediziner) (Hermann Heinrich Ludwig Sasse; * 1937), niederländisch-deutscher Tiermediziner und Hochschullehrer
- Hermann Schulte-Sasse (* 1948), deutscher Mediziner und Politiker
- Hugo Sasse (1849–1903), deutscher Generalmajor
- Jochen Schulte-Sasse (1940–2012), deutscher Germanist
- Johann Sasse (1640–1706), deutscher Bildschnitzer und Bildhauer
- Joost van Sasse (1684–1755), Maler und Kupferstecher
- Jörg Sasse (* 1962), deutscher Fotograf
- Jos Sasse (* 1957), niederländischer Marathonläufer
- Kai J. Sasse (1959–2012), deutscher Sänger, Songtexter, Erzähler und Übersetzer
- Karl-Ernst Sasse (1923–2006), deutscher Filmkomponist
- Klaus Sasse (1921–2003), deutscher Offizier und Sprachwissenschaftler
- Konrad Sasse (1926–1981), deutscher Musikwissenschaftler
- Ludwig Sassé (1857–1917), deutscher Landrat
- Martin Sasse (Bischof) (1890–1942), deutscher Geistlicher, Landesbischof in Thüringen
- Martin Sasse (Pianist) (* 1968), deutscher Musiker und Komponist
- Peter Sasse (Philosoph) (1571–1642), deutscher Philosoph
- Peter Sasse (Bildschnitzer) (um 1680–1755), deutscher Bildschnitzer
- Peter Sasse (Theologe) (1709–1776), deutscher Theologe
- Petra Sasse, deutsche Handballspielerin
- Ralph Sasse (1889–1954), US-amerikanischer American-Football-Spieler und -Trainer
- Reinhart Sasse (* 1943), deutscher Hockeyspieler
- Sylvia Sasse (* 1968), deutsche Slawistin und Literaturwissenschaftlerin
- Torsten Sasse (* 1963), deutscher Dokumentarfilmer und Autor
- Uwe Schulte-Sasse (* 1946), deutscher Arzt
- Werner Sasse (* 1941), deutscher Koreanist
- Wolfgang Sasse (1921–1993), deutscher Schauspieler
- Yan Sasse (* 1997), brasilianischer Fußballspieler